# Фарнезе, Алессандро (кардинал)
Алесса́ндро Фарне́зе (итал. Alexandre Farnèse, 5 октября 1520, Валентано — 2 марта 1589, Рим) — итальянский прелат и дипломат, известный коллекционер произведений искусства и меценат, имел прозвание «великого кардинала» (Il Gran Cardinale).

## Биография
Алессандро был старшим сыном в семье Пьера Луиджи Фарнезе, герцога Пармского и Джероламы Орсини. Он приходился внуком Папе Павлу III (также носившему имя Алессандро Фарнезе). С детства ему прочили духовную карьеру. Алессандро учился в Парме, а затем в Болонье вместе с братом Оттавио, они получили знания в области литературы, права и теологии.
В декабре 1534 года, в возрасте 14 лет, Алессандро был избран кардиналом Католической церкви.

## Меценат и коллекционер
Кардинал собрал одну из лучших коллекций римской скульптуры, составившей основное ядро Археологического музея в Неаполе. В 1550-х годах он приобрел имение, вошедшее его стараниями в историю искусства как вилла Фарнезе. Его же имя носит построенная в Риме ранее вилла Фарнезина. С именем кардинала также связаны сады Фарнезе на Палатинском холме, составление живописной программы нескольких церквей и дворцов.
На протяжении сорока лет при дворе кардинала трудился, в частности, известный ренессансный живописец-миниатюрист Джулио Кловио. По заказу кардинала им был создан знаменитый «Часослов Фарнезе», явившийся последним в Италии памятником искусства иллюминирования рукописей. Сохранился портрет кардинала, написанный Тицианом, кроме того, он изображён рядом со своим братом Оттавио Фарнезе в групповом портрете «Папа Павел III с кардиналом Алессандро Фарнезе и герцогом Оттавио Фарнезе» кисти того же художника (1545). Для кардинала Тицианом была написана одна из его «Данай», в настоящий момент находящаяся, как большая часть художественной коллекции Алессандро, в неаполитанском музее Каподимонте.
Кардинал поддерживал Бенвенуто Челлини, а когда Алессандро вернулся из Франции и узнал, что ювелир заточён папой римским, он поддержал просьбу ходатайствовавшего за художника Франциска I, и Челлини был освобожден (в своих мемуарах Бенвенуто негативно высказывается о кардинале, но историками доказано, что незаслуженно).
Во дворце кардинала проживал Эль Греко в свои первые годы в Италии, Фарнезе принадлежали две ранние картины художника: «Христос, исцеляющий слепого» и «Мальчик со свечой». Молодой критянин Эль Греко был рекомендован кардиналу своим другом хорватом Джулио Кловио.

## Личная жизнь
Во время пребывание кардинала во Франции в 1556 году от связи с герцогиней Клод де Бон у него родилась дочь, Клелия Фарнезе, по свидетельству современников, одна из самых красивых женщин той эпохи.